# Parnassius acco
Varnished Apollo Parnassius acco là một loài bướm ngày Snow Apollo sống ở vùng núi cao thuộc chi Parnassius, họ Papilionidae. Loài này được tìm thấy ở Châu Á từ Pakistan, Kashmir, Himachal Pradesh và xa hơn về phía đông đến Sikkim, Nepal và Trung Quốc.

## Hình ảnh

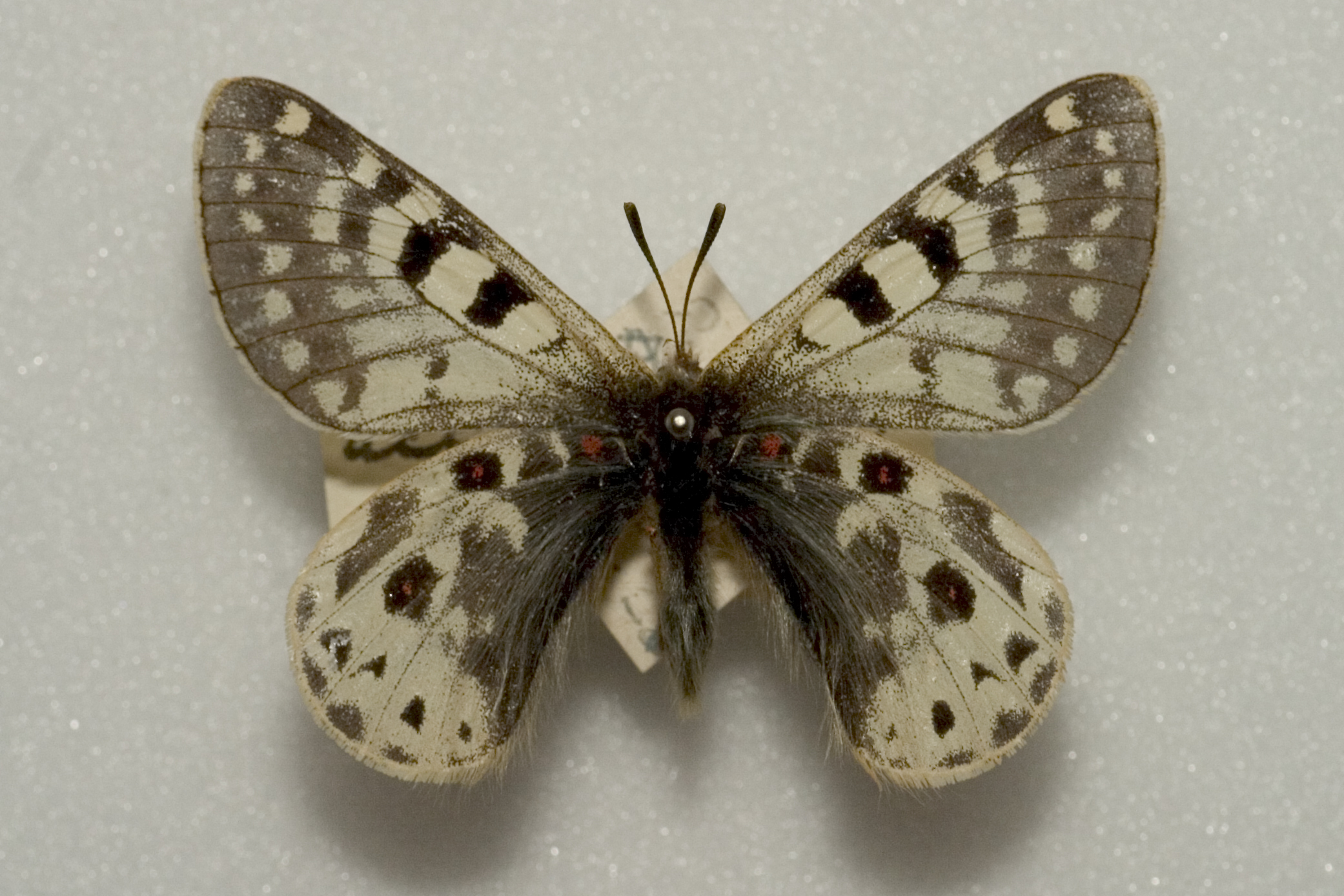
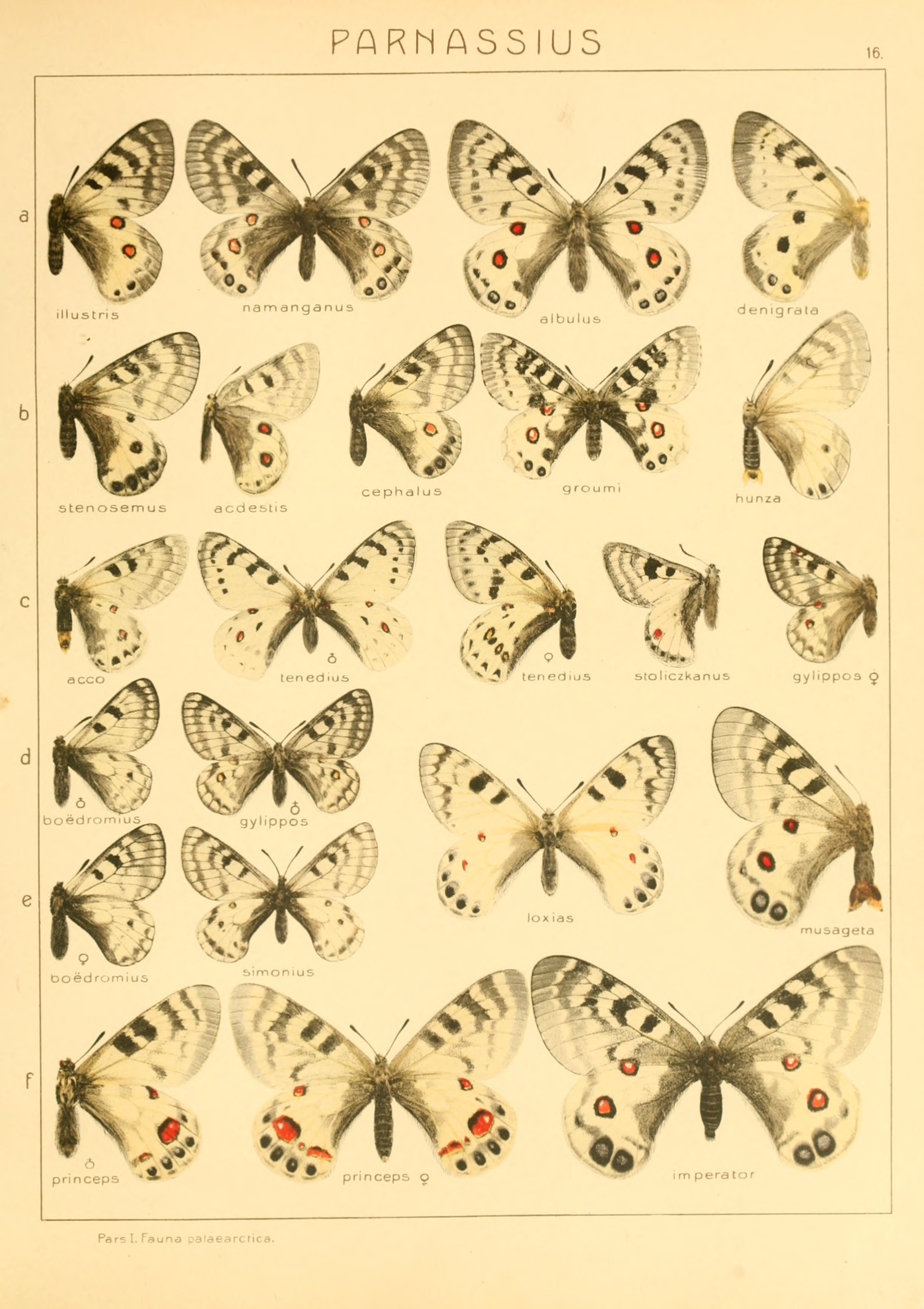